# 2018 VG18
Pour les articles homonymes, voir Farout.
2018 VG18 est un objet transneptunien distant découvert par Scott S. Sheppard, David J. Tholen et Chadwick Trujillo, surnommé par ses découvreurs Farout ([Фaryt] far out : mot anglais à connotation argotique signifiant « lointain » dans tous les sens du terme). À une distance de plus de 120 unités astronomiques (au), soit plus de trois fois et demi celle entre Pluton et le Soleil, il était au moment de sa découverte, le corps céleste le plus lointain du Système solaire jamais observé (délogeant le détenteur du record précédent, la planète mineure 2015 TH367 et le premier corps découvert situé à plus de 100 au de la Terre. Cependant, ce n'est pas l'objet avec la plus grande distance moyenne puisque le demi-grand axe est seulement de 95,2 au. 2018 VG18 a été découvert lors de recherches pour trouver l'hypothétique Planète Neuf.
Le Centre des planètes mineures mentionne que la distance héliocentrique actuelle de cet objet est connue et se situe entre 125 et 130 au, la nature exacte de l'orbite n'est pas encore bien définie ce qui pourrait prendre plusieurs années d'observation, car vu de la Terre l'objet se déplace lentement à cause de son éloignement.
L'objet pourrait être en résonance 2:9 avec Neptune.

## Propriétés
Le diamètre de la planète mineure est estimé à 500 kilomètres. Elle est d'une couleur rose, suggérant une forte concentration de glace.

## Nomenclature
Lors de sa découverte, l'objet a reçu la désignation provisoire 2018 VG18 de la part du Centre des planètes mineures de l'Union astronomique internationale,. Les personnes impliquées dans la découverte initiale ont surnommé l'objet « Farout » (de l'anglais « far out », « lointain »).

## Voir également